# آرامه (خواننده)
آرامه (ارمنی: Արամե؛  زادهٔ ۱۰ اکتبر ۱۹۸۲) خواننده موسیقی پاپ اهل ارمنستان است. وی از سال ۲۰۰۴ میلادی تا کنون مشغول فعالیت می‌باشد.

## زندگی‌نامه
وی با نام کامل آرام ماراتی یغیازاریان (ارمنی: Արամ Մարատի Եղիազարյան در ۱۰ اکتبر ۱۹۸۲ در آرماویر به دنیا آمد و در ۲ سالگی همراه خانواده به ایروان نقل مکان نمود. . همچنین برندهٔ جوایزی همچون هنرمند افتخاری جمهوری ارمنستان شده‌است.